# Gran Resistencia
El Gran Resistencia es el aglomerado urbano conformado por la ciudad de Resistencia (provincia del Chaco, Argentina) y tres localidades que —si bien tienen una historia y economía propias— giran en torno a ella. Estas ciudades son Barranqueras, Fontana y Puerto Vilelas. Cada ciudad cuenta con un municipio, siendo Resistencia, Barranqueras y Fontana de primera categoría, y Puerto Vilelas de segunda categoría.
Se encuentra situada en el norte del departamento San Fernando, provincia del Chaco, Argentina. Su área ocupa el valle aluvional del río Paraná. Barranqueras y Puerto Vilelas se encuentran a orillas del riacho Barranqueras, un brazo del río Paraná. Dos cursos de agua atraviesan completamente el aglomerado: el río Negro y el riacho Arazá, ambos discurren de noroeste a sudeste por la zona norte y sur de la mancha urbana respectivamente, pero mientras el Negro es un río de importancia el Arazá es un cañadón por momentos seco.

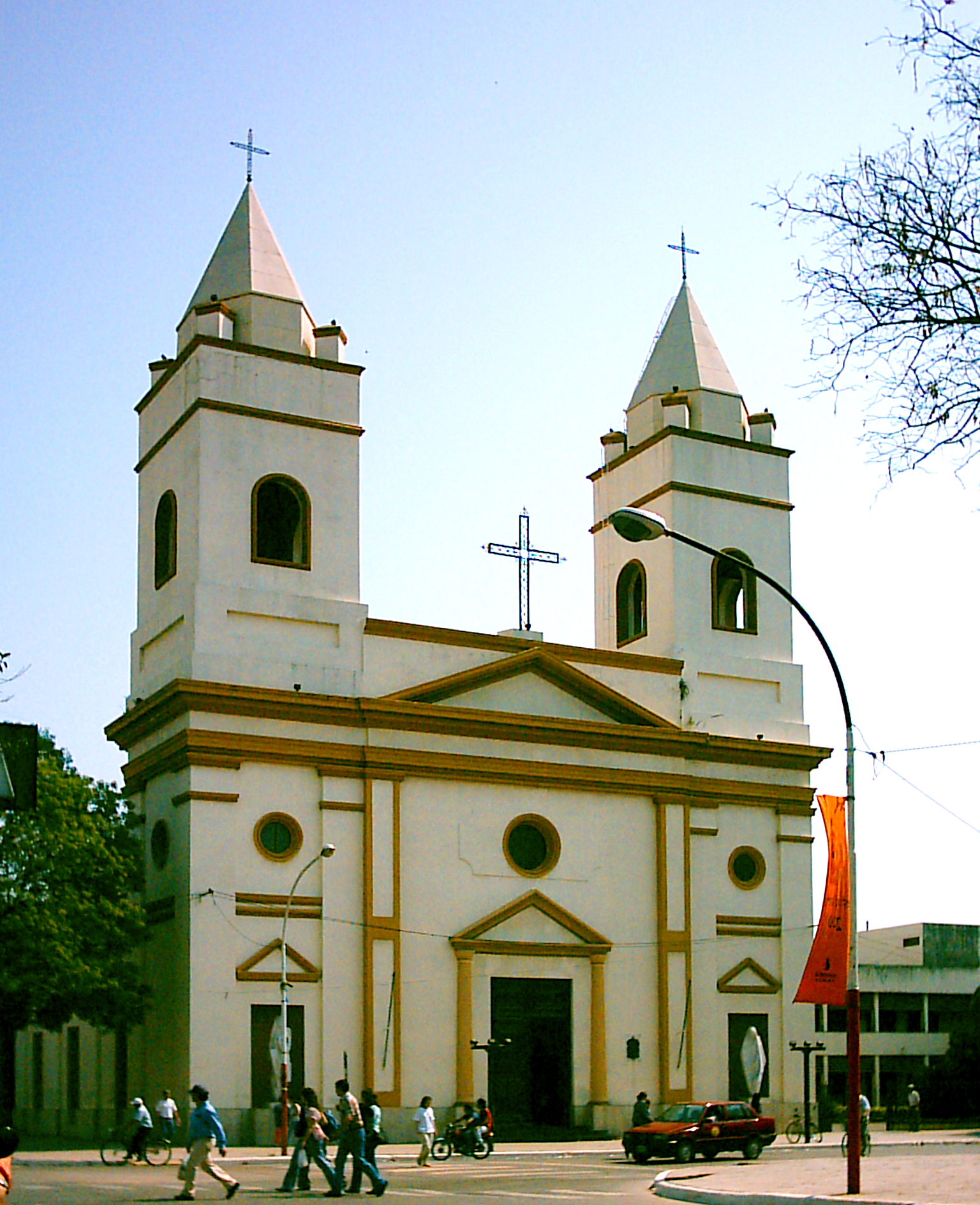
Catedral del Arzobispado de Resistencia, que abarca toda el área del Gran Resistencia.

Resistencia ocupa el centro del aglomerado, a unos 15 km del río Paraná. Al este se encuentra la ciudad de Barranqueras, al sudeste la localidad de Puerto Vilelas y finalmente al oeste la localidad de Fontana. La integración de las localidades dispuestas de noroeste a sudeste le da al conjunto un aspecto alargado en ese sentido. El sudoeste y el nordeste se encuentran menos desarrollados, aunque se observa un aumento de la estructura edilicia en ambos cuadrantes.

## Otras localidades
Además de las 4 localidades que la integran hay otras cinco localidades cuya población de alguna u otra manera, está cada vez más ligada a la economía de Resistencia, pero separadas de la misma por espacios no urbanizados.
Las localidades a las que se hace referencia son:
- Puerto Tirol, localidad industrial ubicada 15 km al oeste de Fontana. Cuenta con un servicio de trenes urbano que la conecta al resto del Gran Resistencia.
- Margarita Belén, localidad ubicada unos 25 km al norte de la ciudad. Mayoritariamente su economía se mueve alrededor de las quintas que venden su producción en la ciudad.
- Colonia Benítez, pequeña población -pero de gran crecimiento- ubicada a 15 km al norte de Resistencia. Es el lugar preferido por los resistencianos para erigir sus casas de campo.
- Barrio San Pedro Pescador, pequeño asentamiento urbano sobre el albardón costero del río Paraná, unos 12 kilómetros al este de Resistencia. Su principal actividad económica es la pesca, y se encuentra ligada tanto al Gran Resistencia como al Gran Corrientes.
- Colonia Baranda: Si bien se encuentra 40 kilómetros al sur de la Ciudad de Resistencia, transitando la  Ruta Nacional 11, administrativamente depende de la Municipalidad capitalina, teniendo a su vez en las afueras de su zona urbana, un predio perteneciente a la Municipalidad de Resistencia donde se procede a la descarga de camiones recolectores de basura.

## Historia
El Gran Resistencia fue formalmente reconocido en la década de 1950. Desde allí existen numerosas instituciones que definen políticas para la región en su conjunto. Esto la diferencia de otros núcleos de similar tamaño, pero donde la definición de conurbano responde únicamente a una definición del INDEC.

## Economía

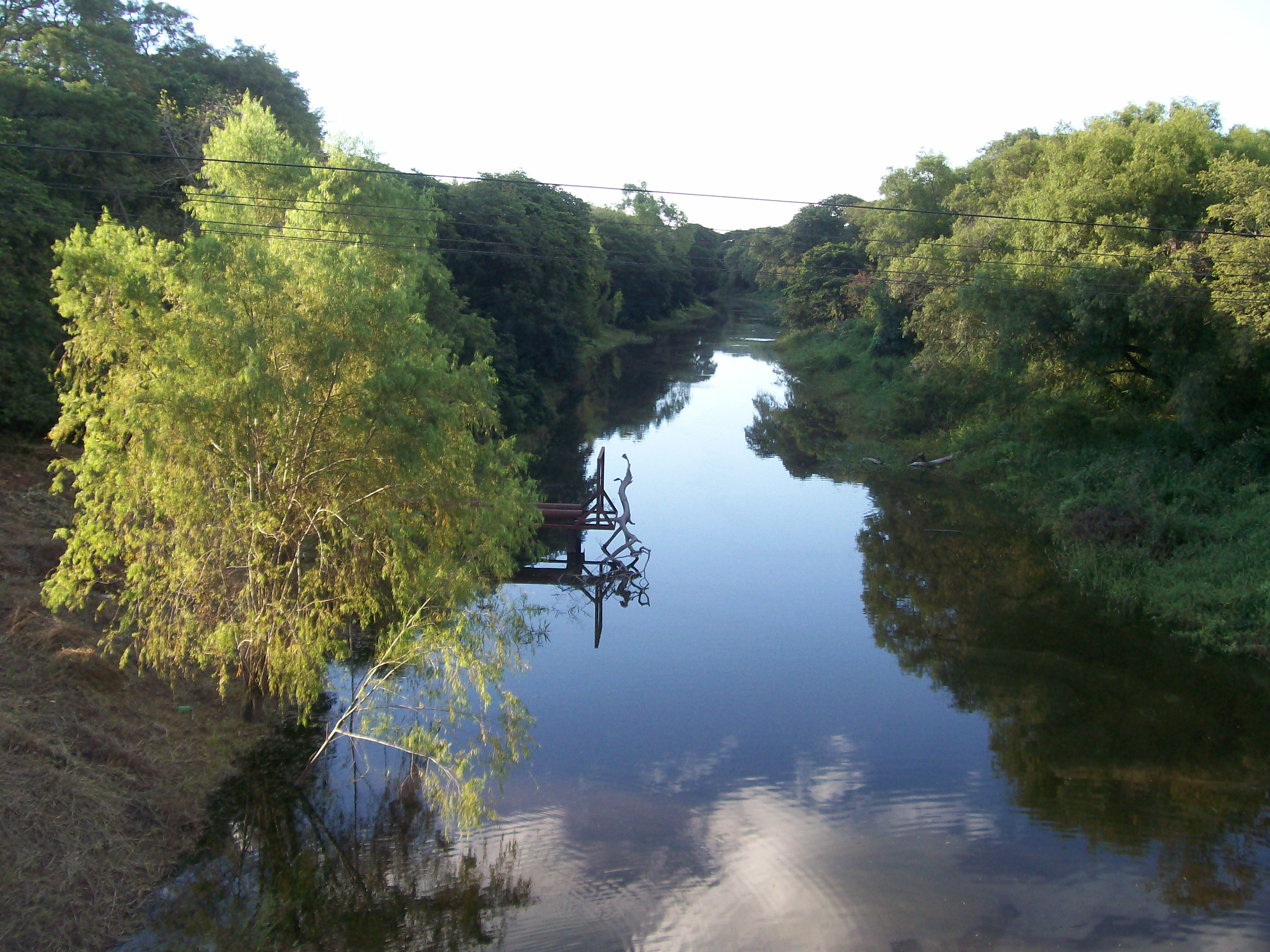
El río Negro atraviesa 3 de las 4 localidades del Gran Resistencia.

Aunque el puerto de Barranqueras todavía genera empleo, y la mayoría de las fábricas importantes se encuentran en las ciudades aledañas y no en Resistencia, las localidades van tomando cada vez un mayor perfil como extensiones habitacionales de Resistencia. Es decir, la población de los municipios aledaños vive allí pero trabaja en Resistencia. Fontana es la que mejor representa esta tendencia, con un crecimiento habitacional desbordante.

## Población
Su población, según los resultados del censo 2010 era de 385.726 habitantes. El Gran Resistencia constituye el 13.º (trece) conglomerado urbano de la Argentina por población desde que en los años 1980 superó a Bahía Blanca. Es también el segundo conglomerado más poblado de todo el nordeste argentino.
Nueve años antes su población era de 359.590  habitantes, lo cual representa un crecimiento del 7,2%. Este crecimiento no es uniforme, la población de Fontana creció un 20% en el mismo período.
| Resistencia    | San Fernando | 290.723 | 274.490 | 229.212 | 174.419 | S/D     | S/D     |
| Barranqueras   | San Fernando | 54.698  | 50.738  | 42.572  | 21.900  | S/D     | S/D     |
| Fontana        | San Fernando | 32.027  | 26.745  | 14.436  | 7.303   | S/D     | S/D     |
| Puerto Vilelas | San Fernando | 8.278   | 7.617   | 6.067   | 4.604   | S/D     | S/D     |
| Total          |              | 385.726 | 359.590 | 292.287 | 220.104 | 142.848 | 108.287 |